# Campsicnemus haleakalaae
Campsicnemus haleakalaae är en tvåvingeart som först beskrevs av Elwood C. Zimmerman 1938.  Campsicnemus haleakalaae ingår i släktet Campsicnemus och familjen styltflugor. Inga underarter finns listade i Catalogue of Life.